# Cymbium
Genre
Synonymes
- Cymba Broderip, 1826[1]
- Yetus Bowdich, 1822[1]

Cymbium est un genre de mollusques gastéropodes de la famille des Volutidae.

## Liste des espèces
Selon World Register of Marine Species (10 avril 2021) :
- Cymbium coenyei Nolf, 2017
- Cymbium cucumis Röding, 1798
- Cymbium cymbium (Linnaeus, 1758)
- Cymbium fragile Fittkau & Stürmer, 1985
- Cymbium glans (Gmelin, 1791)
- Cymbium gracile (Broderip, 1830)
- † Cymbium ibericum Landau & Marquet, 2000
- Cymbium marmoratum Link, 1807
- Cymbium olla (Linnaeus, 1758)
- Cymbium pachyus (Pallary, 1930)
- Cymbium patulum (Broderip, 1830)
- Cymbium pepo (Lightfoot, 1786)
- Cymbium senegalensis Marche-Marchad, 1978
- Cymbium souliei Marche-Marchad, 1974
- Cymbium tritonis (Broderip, 1830)

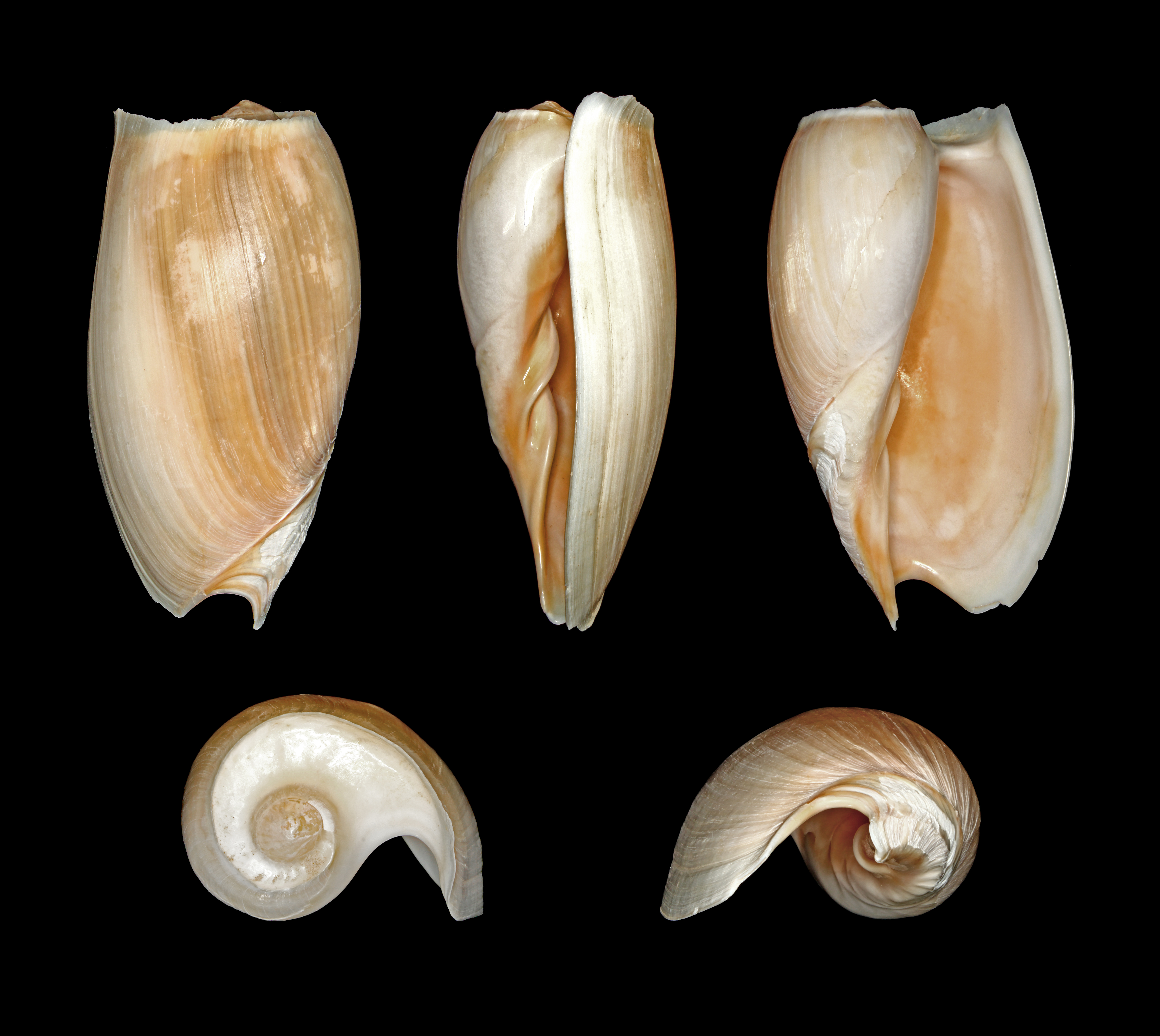
Cymbium cymbium.
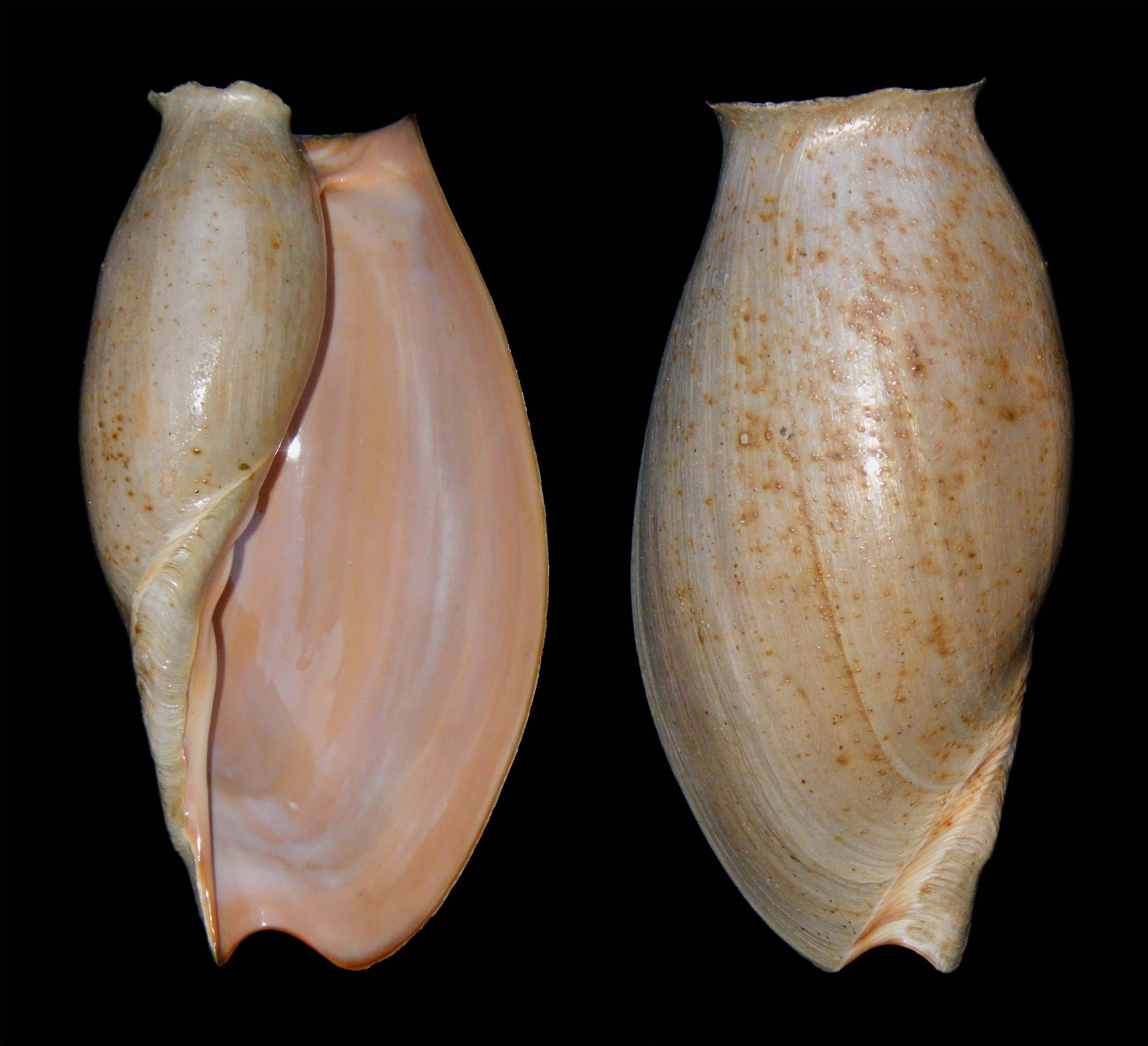
Cymbium glans.
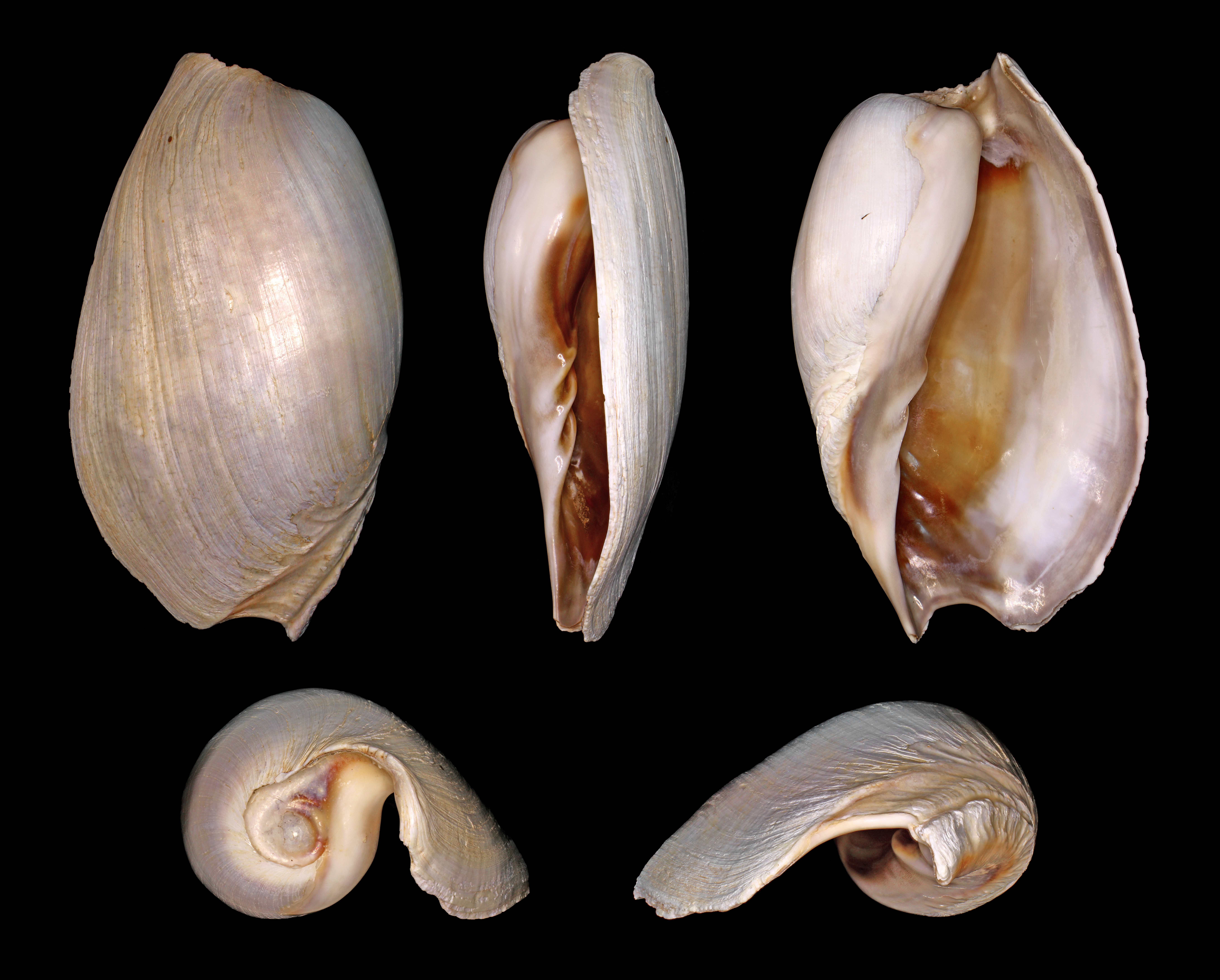
Cymbium marocanus
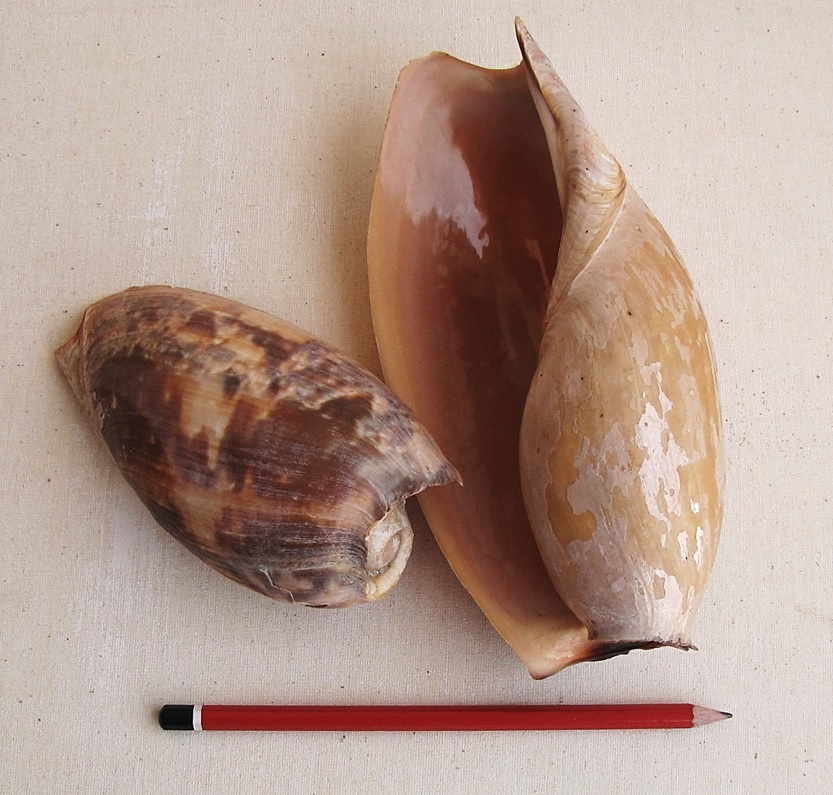
Cymbium marmoratum.
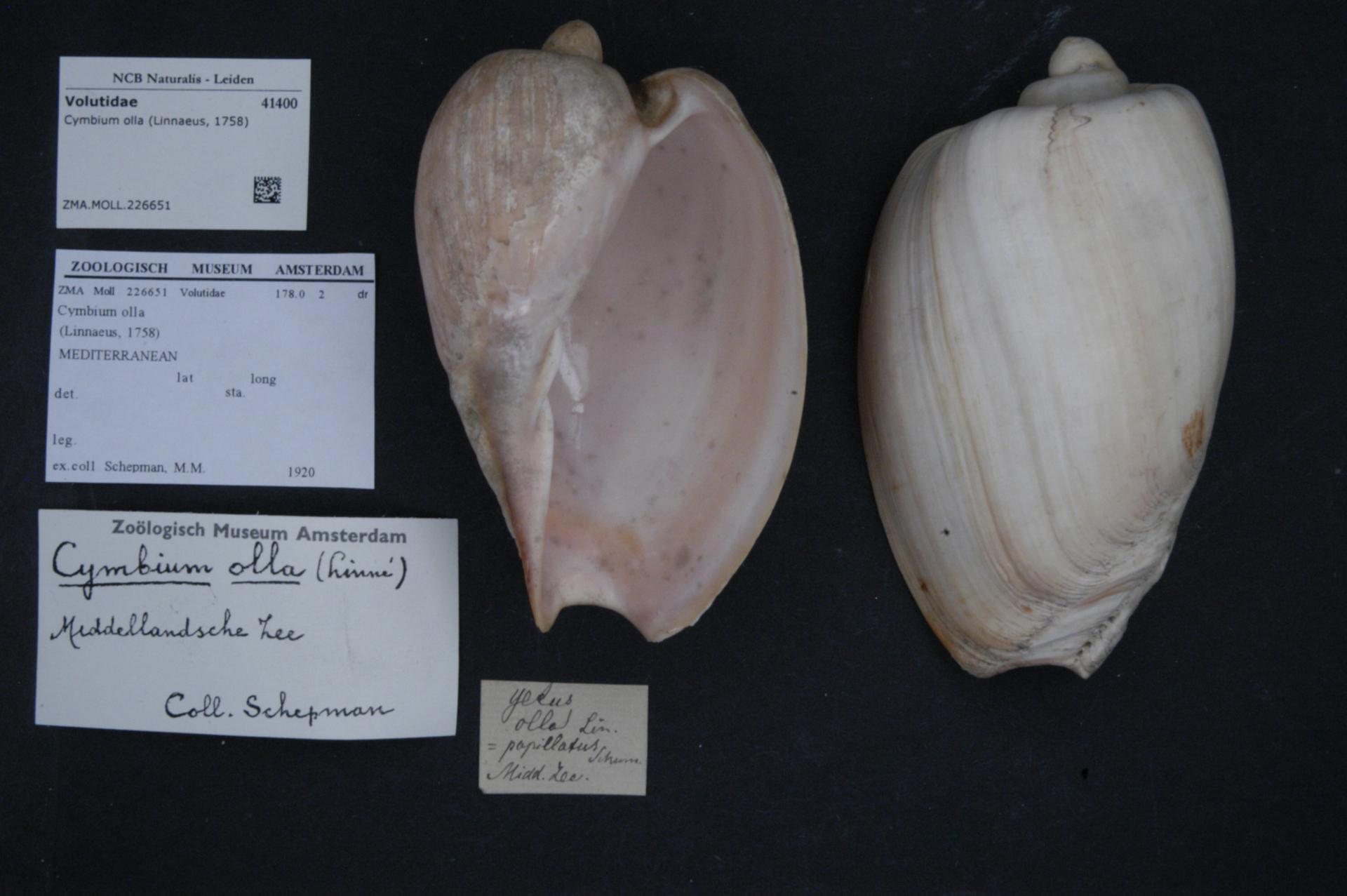
Cymbium olla.
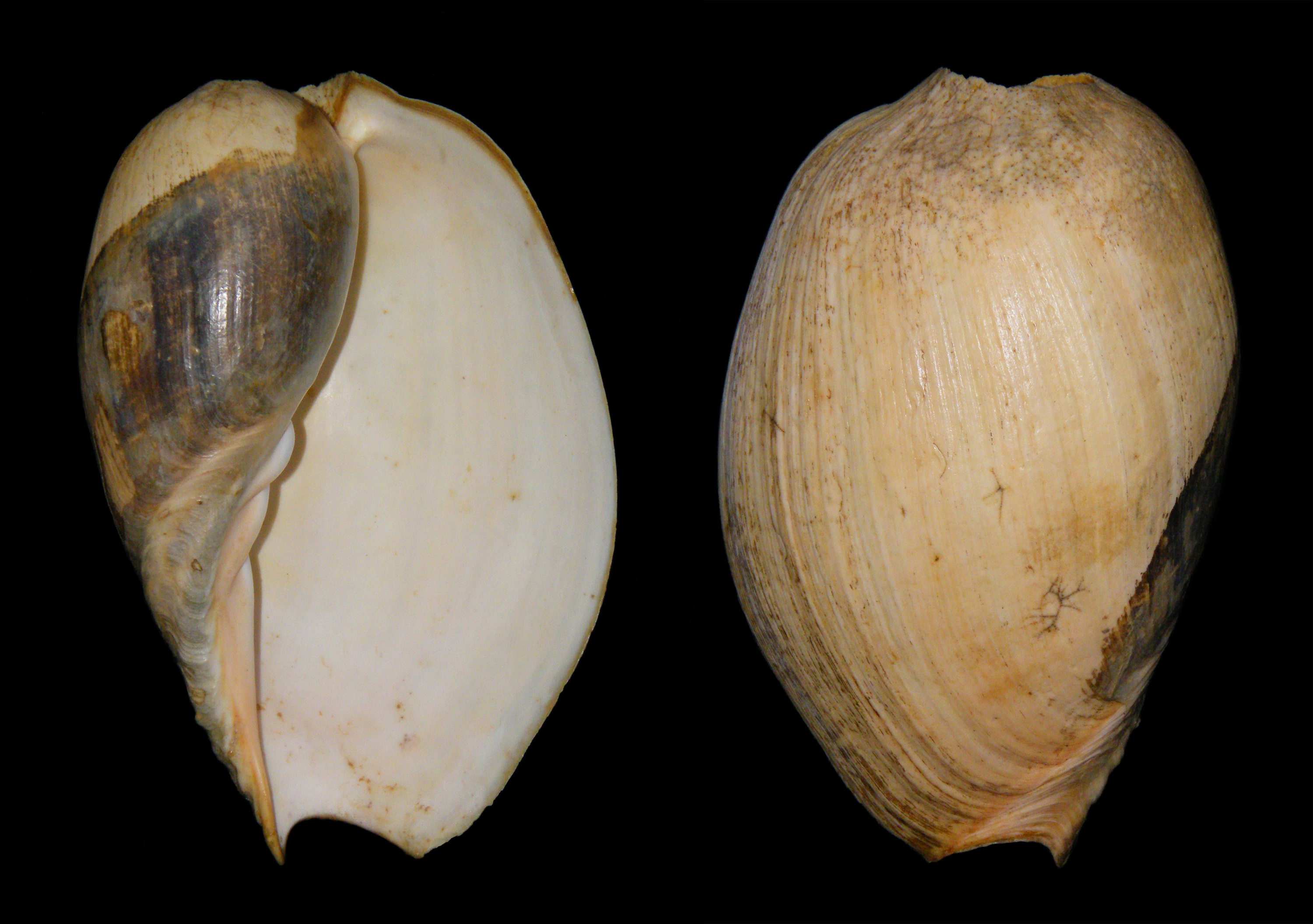
Cymbium pepo.
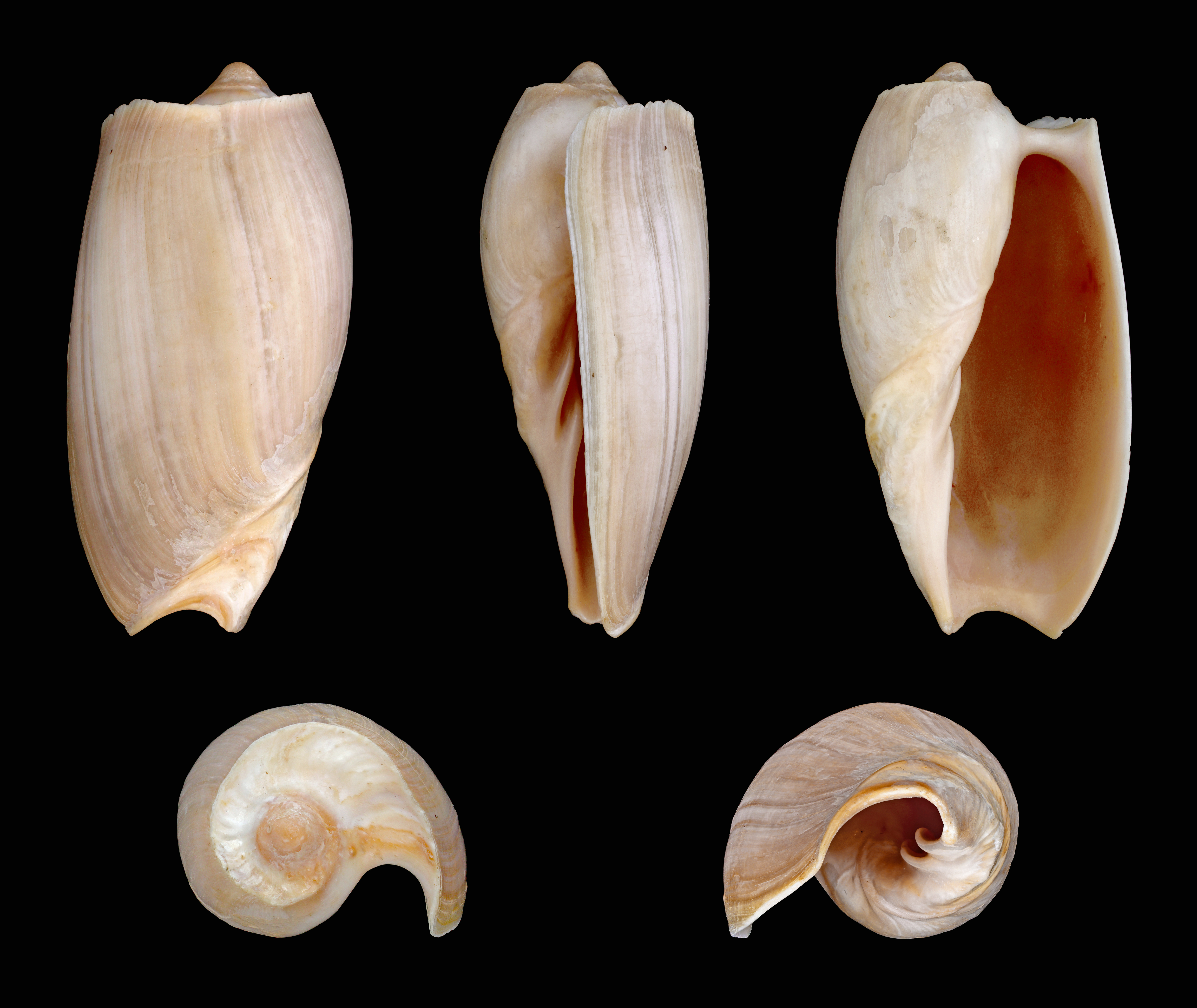
Cymbium souliei.
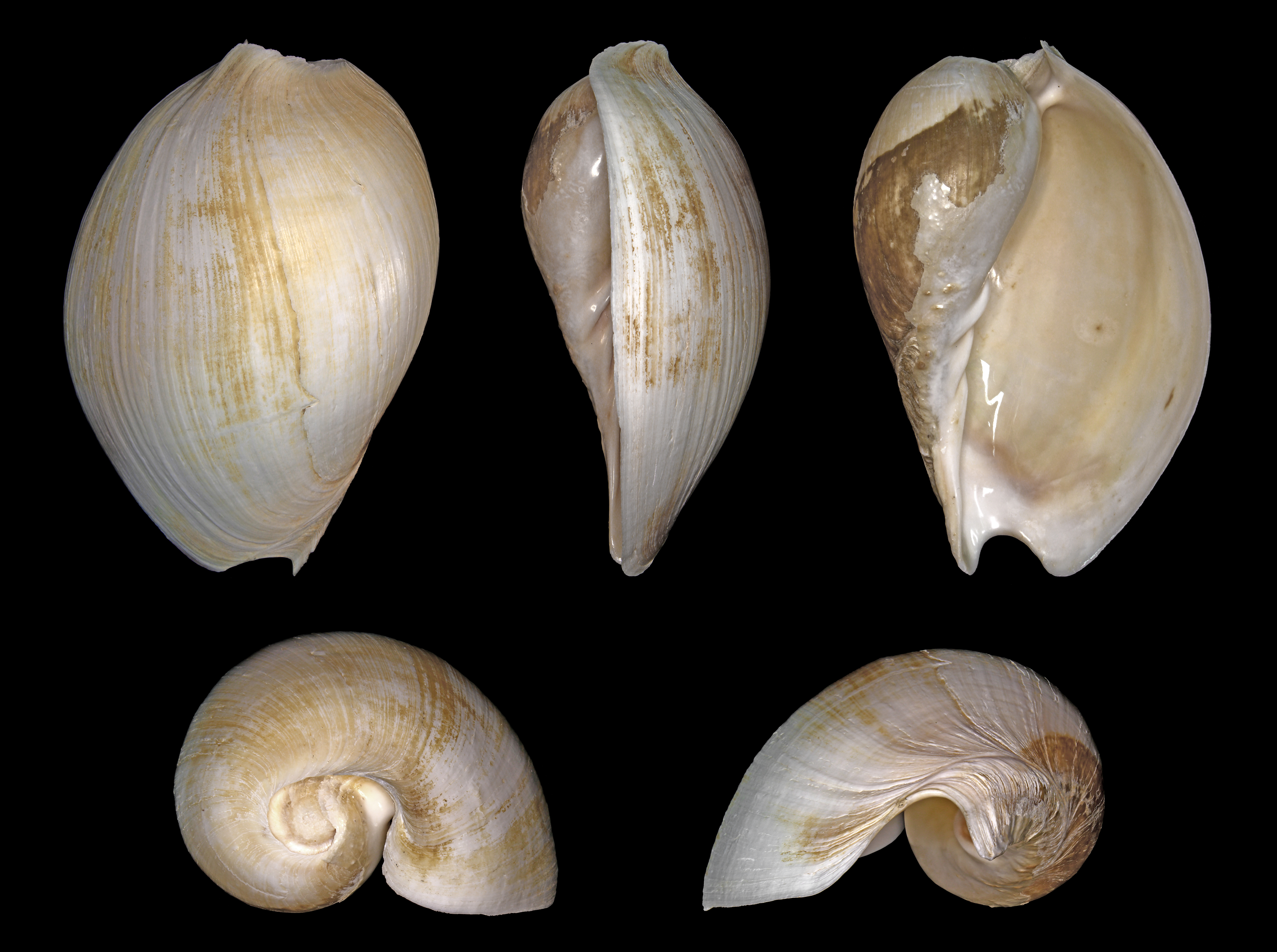
Cymbium tritonis.